# Напілі-Гоноковаї (Гаваї)
Напілі-Гоноковаї (англ. Napili-Honokowai) — переписна місцевість (CDP) в США, в окрузі Мауї штату Гаваї. Населення — 7042 особи (2020).

## Географія
Напілі-Гоноковаї розташоване за координатами 20°58′24″ пн. ш. 156°39′54″ зх. д. / 20.97333° пн. ш. 156.66500° зх. д. (20.973291, -156.665051).  За даними Бюро перепису населення США в 2010 році переписна місцевість мала площу 11,08 км², з яких 6,83 км² — суходіл та 4,25 км² — водойми.

## Демографія
Згідно з переписом 2010 року, у переписній місцевості мешкала 7261 особа в 2942 домогосподарствах у складі 1595 родин. Густота населення становила 655 осіб/км².  Було 4284 помешкання (387/км²).
Расовий склад населення:
| - 52,9 % — білих - 19,9 % — азіатів - 6,3 % — вихідців з тихоокеанських островів - 0,9 % — чорних або афроамериканців - 0,4 % — корінних американців - 6,0 % — осіб інших рас |

До двох чи більше рас належало 13,6 %. Частка іспаномовних становила 14,1 % від усіх жителів.
За віковим діапазоном населення розподілялося таким чином: 20,7 % — особи молодші 18 років, 70,3 % — особи у віці 18—64 років, 9,0 % — особи у віці 65 років та старші. Медіана віку мешканця становила 38,3 року. На 100 осіб жіночої статі у переписній місцевості припадало 104,7 чоловіків;  на 100 жінок у віці від 18 років та старших — 103,0 чоловіків також старших 18 років.
Середній дохід на одне домашнє господарство  становив 65 005 доларів США (медіана — 51 644), а середній дохід на одну сім'ю — 78 055 доларів (медіана — 70 952). Медіана доходів становила 40 281 долар для чоловіків та 39 607 доларів для жінок. За межею бідності перебувало 5,9 % осіб, у тому числі 7,3 % дітей у віці до 18 років та 7,6 % осіб у віці 65 років та старших.
Цивільне працевлаштоване населення становило 3934 особи. Основні галузі зайнятості: мистецтво, розваги та відпочинок — 46,5 %, науковці, спеціалісти, менеджери — 11,7 %, роздрібна торгівля — 11,3 %.